# Фруела I Астуријски
Фруела I Астуријски, такође познат под надимком Окрутни, (умро 768.), био је краљ Астурије од године 757 године до свог погубљења - 768. Био је најстарији син Алфонса I и Ермесинде, кћерке оснивача краљевства - Пелаја. Као најстарији, наследио је трон. Током своје владавине следио је идеје свог оца. 
Био је ожењен Мунином, мајком Фруелове евентуалног наследника Алфонса. Но, Фруелова није срећно окончана. Убијен је у свом главном граду Кангас де Онису, а наследио га је његов рођак Аурелије. Његово тело и тело жене положени су у катедрали у Овиједу.